# بنجامين توماس وليامز
بنجامين توماس وليامز (بالإنجليزية: Benjamin Thomas Williams)‏ هو قاضي ومحامي وسياسي بريطاني (وحمل سابقاً جنسية المملكة المتحدة لبريطانيا العظمى وأيرلندا)، ولد في 19 نوفمبر 1832 في المملكة المتحدة، وتوفي في 21 مارس 1890 في المملكة المتحدة. حزبياً، نشط في الحزب الليبرالي. في الانتخابات العمومية البريطانية 1880 ‏، انتخب عضو برلمان المملكة المتحدة الـ22 عن دائرة Carmarthen ‏ (31 مارس 1880 – 20 ديسمبر 1881) وفي الانتخابات الفرعية في مجلس العموم البريطاني ‏، انتخب عضو برلمان المملكة المتحدة الـ21 عن دائرة Carmarthen ‏ (11 مايو 1878 – 24 مارس 1880).